# 王有爲 (嘉慶進士)
王有爲，字长若，福建福州永泰县上坊人，清朝政治人物、進士出身。

## 生平
嘉慶十六年（1811年），登辛未科進士，任浙江分水县，直隶曲阳、宣化等知县。